# Potentiale Feldkirch
POTENTIALe Messe & Festival  es una feria y un festival de artes en Feldkirch en la provincia austriaca de Vorarlberg. Se realizó por primera vez en 2007.
En la feria y el festival, alrededor de 110 expositores presentan sus productos e ideas en un espacio de exposición de 3.373 m². Además de un mercado de antigüedades, hay talleres y grupos de discusión, un "laboratorio de diseño", exposiciones de fotografía, así como presentaciones de música y películas.

## Filosofía
El POTENTIALe tiene como objetivo ser una plataforma de venta interdisciplinaria para crear un espacio ideal para los protagonistas en diferentes lugares para la comercialización y distribución de sus obras y productos y para permitir el establecimiento de una red diversa de contactos. Además, desea representar la estrecha relación entre el producto y el diseñador, centrándose en las cadenas de producción sostenibles, los materiales y los productos que fueron elegidos deliberadamente en un proceso justo.

## Historia
El POTENTIALe fue fundado inicialmente en 2007 bajo el nombre de Artdesign Feldkirch y fue una feria anual para la venta de artesanías y productos de diseño. Desde entonces, la oficina de Artdesign/POTENTIALe no sólo organiza la feria y el festival, sino que también ayuda a dar forma al desarrollo urbano de la ciudad de Feldkirch.